# Surdopedagogika
Surdopedagogika (łac. surdus – głuchy) – dział pedagogiki specjalnej. Zajmuje się nauczaniem i wychowaniem osób głuchych i niedosłyszących, a także ich rodzinami i otoczeniem. Ponadto obejmuje też profilaktykę, diagnostykę i poradnictwo osobom z grupy ryzyka.

## Cele działań rewalidacyjnych w surdopedagogice
Zalicza się tu:
- przywracanie sprawności uszkodzonego zmysłu słuchu,
- przywracanie sprawności psychicznej przez usprawnianie procesów poznawczych.

## Metody porozumiewania się
- Metoda migowa – porozumiewanie się przy pomocy umownych znaków migowych, określających pojęcia dotyczące czynności, rzeczy, osób itp. Ma ona charakterystyczną strukturę gramatyczną, która nie posiada zakończeń fleksyjnych. Natomiast w systemie językowo-migowym, gdzie stosowane jest porozumiewanie językiem migowym, końcówki fleksyjne uzupełnia się znakami daktylograficznymi.
- Daktylografia – mowa palcowa, wprowadzona do nauczania przez hiszpańskiego mnicha, Pedra Ponce  de León[1] w XVI wieku. Prawdopodobnie powstała w klasztorach o surowym rygorze, które zakazywały zakonnikom rozmowy. Jest ona oparta na odpowiednich układach palców jednej lub obydwu dłoni. Przestrzega zasad gramatycznych.
- Fonogesty – system opracowany przez dra Roberta Orin Cornetta[2]. Są to umowne ruchy jednej dłoni wykonywane na wysokości twarzy mówiącego. Ruchom ręki towarzyszy głośne i wyraźne mówienie. Osoba słysząca powinna mówić wyraźnie, aby niesłyszące dziecko mogło zobaczyć wymawiane słowa (czytać z ust). Dzięki temu niesłyszące dziecko może nauczyć się słów i języka. Polska wersja tej metody została opracowana przez prof. Kazimierę Krakowiak[3].
- Mowa kombinowana – składa się z mowy ustnej w formie graficznej lub dźwiękowej, alfabetu palcowego i języka migowego.
- Metoda totalnej komunikacji – uwzględnia wszelkie drogi komunikacji (język migowy, daktylografia i mowa ustna).
- Metoda ustna, czyli oralna – opracowana szczegółowo w XVII wieku. Do jej form zalicza się, między innymi, metodę matczyno-słowną (uczenie się mowy ustnej oparte na podstawach fonetyczno-psychologicznych) i audytywno-werbalną (słuchowo-ustną).